# Mixe-Zoquetalen

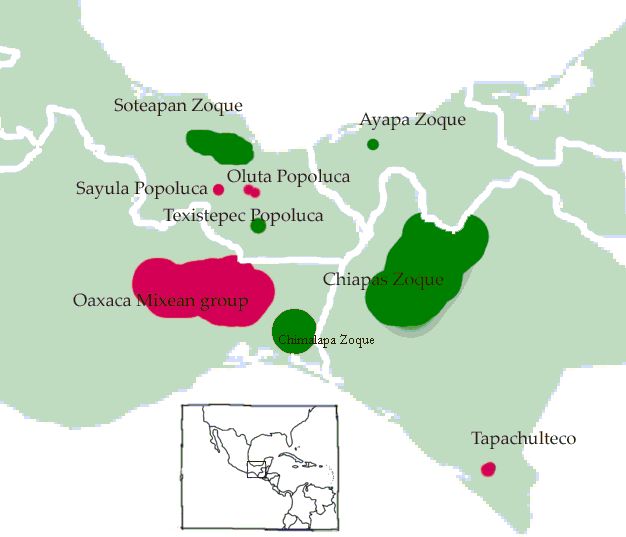
Gebieden waar Mixe-Zoquetalen worden gesproken: Mixe (rood) en Zoque (groen)

De talen van de Mixe-Zoque vormen een kleine groep indiaanse talen uit Midden-Amerika. Zij zijn buurtalen van de Mayatalen. De talen worden gesproken op en rond de landengte van Tehuantepec in Mexico.

## Geschiedenis
Proto-Mixe-Zoque, de laatste gemeenschappelijke voorouder van de talen in deze taalfamilie, werd naar schatting gesproken tijdens de formatieve periode (ca. 2000-1200 v.Chr.) op de landengte van Tehuantepec. Sommige onderzoekers vermoeden dat de Olmeken (ca. 1500/1200-400 v.Chr.) Mixe-Zoquetalen spraken. Zo veronderstelt Mixe-Zoquekenner Søren Wichmann dat in deze beschaving proto-Mixe en proto-Zoque werden gesproken. De Olmeken gebruikten mogelijk een eigen hiërogliefenschrift. Wanneer dit inderdaad zo is en de Olmeken Mixe-Zoquetalen spraken, zijn Mixe-Zoquetalen wellicht eerste op schrift gestelde indiaanse talen.
Op de Olmeekse cultuur volgde de Epi-Olmeekse cultuur (300 v.Chr.-250 n.Chr.), die zeker een eigen schrift kende: het Epi-Olmeeks schrift. Er is een klein aantal, soms vrij uitgebreide inscripties in dat schrift gevonden. Terrence Kaufman en John Justeson (1993) claimden een deel van deze teksten ontcijferd te hebben en stellen dat het om een archaïsche Zoquetaal gaat. Hun vertaling werd door andere taalkundigen getest en verworpen. Opmerkelijk is dat hun opschriften soms de tekens van dezelfde lange telling vertonen die een belangrijk onderdeel van de Mayakalender van de latere Klassieke tijd is. De vroegste vaststaande datering in deze notatie komt uit Chiapa de Corzo, vaak gezien als een nederzetting van Mixe-Zoque, en stamt uit 36 v.Chr. (7.16.3.2.13). In de latere Maya-inscripties komen wel vroegere dateringen voor, maar die verwijzen naar vaak mythische gebeurtenissen van hun voorouders.

## Indeling
Het exacte aantal talen dat gegeven wordt voor de Mixe-Zoquetalen kan verschillen per auteur. De 17e editie van Ethnologue (2013) telt er 17, en Søren Wichmann (1995) 12.
Onderstaande indeling is opgesteld door Kaufman en Justeson (2000):
Mixe-Zoque
- Mixe - totaal ca. 90.000 sprekers
  - Tapachulteeks (†)
  - Oluteeks
  - Mixe
    - Sayulteeks
    - (subgroep)
      - Lowland Mixe
      - Highland Mixe
- Zoque - totaal ca. 60.000 sprekers
  - Golf-Zoque
    - Soteapaans Zoque (Sierra Popoluca)
    - (subgroep)
      - Texistepeeks Zoque
      - Ayapaneeks Zoque

  - Zoque
    - Chiapas Zoque
    - Oaxaca Zoque

## Relatie met andere taalfamilies
Edward Sapir schaarde de Mixe-Zoquetalen in 1929 tot de Penutische talen, een voorgestelde taalfamilie van talen die met name langs de westkust van de Verenigde Staten zouden zijn gesproken. In 2011 is door onder meer Søren Wichmann betoogd dat de Mixe-Zoquetalen verwant zijn aan de Totonaakse talen. Proto-Totzoque zou ongeveer even oud zijn als het Proto-Indo-Europees. Een verwantschap met de Totonaakse talen was al eerder gesuggereerd door onder meer Francisco Belmar (1910), Benjamin Whorf (1935) en Lyle Campbell (1997). Joseph Greenberg en Merritt Ruhlen (2007) rekenen de beide familie met Huave en de Mayatalen als Mexicaans-Penutische subgroep tot de Penutische talen. Geen van deze voorstellen is algemeen aanvaard. De Mixe-Zoquetalen delen verder kenmerken met andere Meso-Amerikaanse taalfamilies, zoals het Uto-Azteeks, Oto-Mangue en Maya. Deze verbreiding van deze kenmerken wordt toegeschreven aan een sprachbund, Mesoamerican Language Area genoemd.